# Universität Belgrano
Die Universität Belgrano (span.: Universidad de Belgrano (UB)) ist eine Privatuniversität in der argentinischen Hauptstadt Buenos Aires im Stadtteil Belgrano.

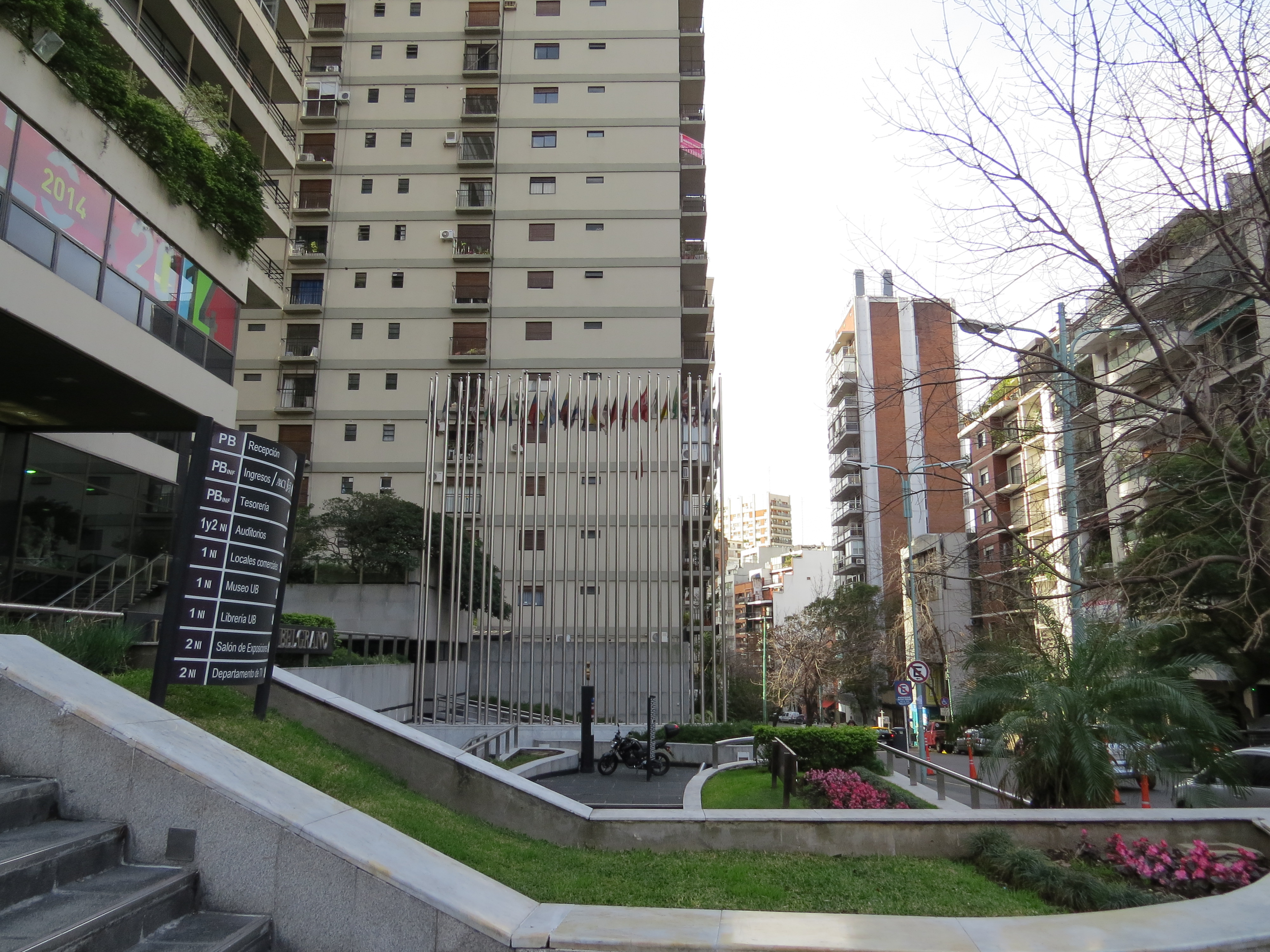
Universidad de Belgrano Torre Universitaria

Die Hochschule wurde am 11. September 1964 gegründet, Rechtsgrundlage war das Gesetz Nr. 14.557. Zu Beginn hatte die Universität 90 Studierende, 28 Professoren und einen Verwaltungsmitarbeiter. Ihr Motto lautet Ad omnes pro scientia et cultura (dt.: Wissenschaft und Kultur für alle Menschen). Sie verfügt über zwei Standorte, den 1992 eröffneten Torre Universitaria an der Zabala 1837 und einen kleineren an der Villanueva 1324. Zu den aktuellen Studentenzahlen macht sie keine Angaben.

## Fakultäten
Im Torre Universitaria:
- Architektur und Städtebau
- Agrarwissenschaften
- Geisteswissenschaften
- Gesundheitswissenschaften
- Wirtschaftswissenschaften
- Rechts- und Sozialwissenschaften
- Philosophie
- Fremdsprachen

An der Villanueva:
- Ingenieurwesen und Informatik
- Naturwissenschaften
- Gesundheitswesen